# Grzegorz Domek
Grzegorz Jan Domek – polski inżynier, dr hab. nauk technicznych, profesor uczelni Katedry Systemów Mechatronicznych Wydziału Mechatroniki Uniwersytetu Kazimierza Wielkiego w Bydgoszczy.

## Życiorys
15 kwietnia 2003 obronił pracę doktorską Analiza sprzężenia pasa zębatego w warunkach eksploatacji, 24 czerwca 2014 uzyskał stopień doktora habilitowanego. Został zatrudniony na stanowisku profesora nadzwyczajnego w Instytucie Techniki na Wydziale Matematyki, Fizyki i Techniki Uniwersytetu Kazimierza Wielkiego.
Był dziekanem i prodziekanem na Wydziale Matematyki, Fizyki i Techniki Uniwersytetu Kazimierza Wielkiego.
Jest profesorem uczelni Katedry Systemów Mechatronicznych Wydziału Mechatroniki Uniwersytetu Kazimierza Wielkiego w Bydgoszczy.